# Toshiharu Umezaki
Toshiharu Umezaki (梅崎俊春?, Umezaki Toshiharu; prefettura di Kumamoto, 14 gennaio 1963) è un musicista, compositore, arrangiatore e produttore discografico giapponese, fondatore e leader degli HΛL, nonché l'unico membro rimasto della formazione originale.

## Biografia
La prima band di Umezaki furono i Generation Sonic, negli anni ottanta, in cui suonava la chitarra. Successivamente, nel 1996, fondò insieme all'amico Atsushi Satō la band che l'avrebbe reso famoso, gli HΛL. Egli è il principale compositore del gruppo. Dopo l'uscita di Sato e HΛLNA dalla band, il gruppo si ridimensionò fino a curare arrangiamenti per brani di altri artisti o componendone alcuni (sempre per altri artisti); questo tipo di produzioni vedono accreditato solo Umezaki, unico membro rimasto della formazione "storica" degli HΛL. Spesso in questo tipo di collaborazioni compare da solo, senza gli HΛL.

## Discografia

### Con gli HΛL

#### Album studio
- Violation of the Rules (2001)
- As Long as You Love Me (2002)

#### Raccolte
- SINGLES (2003)

#### DVD
- Greatest HΛL Clips: Chapter One (2002)
- One (2002)

#### Singoli
- DECIDE (2000)
- Save Me (2001)
- Split Up (2001)
- ☆the starry sky☆ (2001)
- al di la (2002)
- I'll be the one (2002)
- ONE LOVE／A LONG JOURNEY (2002)

### Collaborazioni/Apparizioni
- Tomoyasu Hotei – Guitarhythm Wild (1993)
- Imai Miki – A Place in the Sun (1994)
- Ayumi Hamasaki – Raimbow (2002)
- Dream – Process (2002)
- Tomoyasu Hotei – Electric Samurai (2004)
- Furuya Hitomi – Traveler (2004)
- Dream – 777 -Another Side Story- (2004)
- Ayumi Hamasaki – Fairyland (2005)
- Yuna Ito – Endless Story (2005)
- Lia – Dearly (2006)
- Ayumi Hamasaki – (Miss)Understood (2006)
- Ayumi Hamasaki – A Best 2 -White- (2007)
- Yuna Ito – Heart (2007)